# Ferdinand Christian Gustav Arnold
Ferdinand Christian Gustav Arnold ( 1829, Ansbach Baviera- 1901) fue un botánico, liquenólogo alemán.

## Biografía
Estudia jurisprudencia en Múnich y en Heidelberg, trabajando como abogado, de 1857 a 1877 en Eichstätt; y de 1877 a 1896 en Múnich.
F. Arnold era devoto en sus tiempos libres de la florística y de la taxonomía vegetal de plantas y de hongos.
Fue estudiante de F.P. von Martius y de O. Sendtner, con clases sobre las vasculares. Y más tarde se focaliza en briofitas y en líquenes. Su monografía de los líquenes del Tirol: Lichenologische Ausflüge in Tirol, es aún la mayor fuente de información de la flora alpina liquenológica.

## Publicaciones
- Publica 140 contribuciones.

F. Arnold fue un prolífico editor de exsiccatasde líquenes; en cinco series, publicando tres mil unidades de exsiccatas. Más tarde, asigna muchas de sus preciosas colecciones a otras exsiccatas: e. g. briofites a Rabenhorst, Bryoth. Eur. y Winter, Rabenhorstii Bryoth. Eur., fungi a Rehm; Ascomyc. y plantas vasculares a Schultz, Herb. Norm. & Schultz, Herb. Norm. Nov. Ser.
En 1901, fallece en Múnich. Su herbario de casi 120.000 especímenes de líquenes y 30.000 de vasculares y de grupos de hongos, (e.g. lichenicolous fungi) se halla en la Botanische Staatssammlung München. Normalmente más de 1000 especímenes de hongos liquenícolos recolectados por F. Arnold se presentan en internet.

## Honores
- 1878: honrado con un doctorado honorífico de la Universidad de Múnich

Miembro de
- Fundadores de la Bayerische Botanische Gesellschaft

### Epónimos
La serie de revistas Arnoldia es en honor a él.

## Obras
- Zur Lichenenflora von München (Sobre los líquenes de Múnich). 2 vol.

- La abreviatura «Arnold» se emplea para indicar a Ferdinand Christian Gustav Arnold como autoridad en la descripción y clasificación científica de los vegetales.[2]